# 春史大賞映画祭
春史大賞映画祭（チュンサたいしょうえいがさい、朝: 춘사대상영화제）は、大韓民国・利川市で9月ないし10月に行われる映画祭。主催は韓国映画監督協会と利川市。

## 沿革
「春史」は朝鮮映画黎明期の映画監督・羅雲奎の号。1990年、韓国映画監督協会会長のキム・ホソンの提唱で、羅雲奎の生涯や作品を記念するべく春史映画芸術賞が創設された。
第9回（2001年）から映画祭の形式となり、春史羅雲奎映画芸術祭という名称になった。第14回（2006年）からは会場を利川市とし、利川春史大賞映画祭の名称で映画祭を開催している。

## 授賞部門
第16回利川春史大賞映画祭（2008年）では、次の授賞部門が設けられた。
- 春史大賞
  - 大賞
- 作品賞
  - 最優秀作品賞
  - 審査委員特別賞
- 部門賞
  - 監督賞
  - 脚本賞
  - 男優主演賞
  - 女優主演賞
  - 撮影賞
  - 照明賞
  - 音楽賞
  - 美術賞
  - 編集賞
  - 技術賞
  - 男優助演賞
  - 女優助演賞
  - 新人監督賞
  - 新人男優賞
  - 新人女優賞
- 特別賞
  - うつくしい映画人功労賞
- 韓流文化賞
  - 韓流文化大賞
  - 韓流文化賞

## 最優秀作品賞受賞作品
最優秀作品賞
- 第1回（1990年）　パク・クァンス監督『追われし者の挽歌』
- 第2回（1991年）　キム・ホソン監督『死の賛美』
- 第3回（1992年）　パク・ジョンウォン監督『われらの歪んだ英雄』
- 第4回（1993年）　イム・グォンテク監督『風の丘を越えて/西便制』
- 第5回（1994年）　イム・グォンテク監督『太白山脈』
- 第6回（1995年）　パク・クァンス監督『美しい青年、全泰壱』
- 第7回（1999年）　イ・グァンモ監督『スプリング・イン・ホームタウン』
- 第8回（2000年）　パク・チャヌク監督『JSA』

春史映画芸術祭大賞
- 第9回（2001年）　クァク・キョンテク監督『友へ チング』
- 第10回（2002年）　イ・チャンドン監督『オアシス』
- 第11回（2003年）　ポン・ジュノ監督『殺人の追憶』

作品賞
- 第12回（2004年）　ユン・イノ監督『僕が9歳だったころ』
- 第13回（2005年）　キム・デスン監督『血の涙』
- 第14回（2006年）　カン・ウソク監督『韓半島 -HANBANDO-』

最優秀作品賞
- 第15回（2007年）　チョ・グンシク監督『夏物語』

## 註
1. ↑  第16回（2008年）の主催団体。公式サイトより。

## 外部サイト
- 春史大賞映画祭の目次